# Cupisnique-Kultur
Die Cupisnique-Kultur (oder Cupinisque, Cupisinique) war eine präkolumbische Kultur, die an der pazifischen Küste des heutigen Peru von etwa 1500 bis 1000 v. Chr. existierte. Sie wies einen markanten Baustil auf, der durch Lehmziegel geprägt wurde. Ihre Kunst und Religion weisen Gemeinsamkeiten zur Chavin-Kultur, die etwas später die gleiche Region bevölkerte, wobei das Verhältnis der Kulturen zueinander unklar ist. Alana Cordy-Collins vertritt die Theorie, dass die Cupisnique-Kultur von 1000 bis 200 v. Chr. bestand, was sich mit der Zeit der Chavin überschneidet. Für Izumi Shimada hingegen sind die Cupisnique die möglichen Vorfahren der Mochicas und haben keine Verbindungen zur Chavin-Kultur. Anna Curtenius Roosevelt berichtet, dass die Chavin-Kultur von dem Stil der Cupisnique beherrscht wurde.
Zahlreiche Henkelvasen wurden in Grabstätten im Cupisnique-Tal gefunden, das dieser Kultur den Namen gab. Der peruanische Archäologe Rafael Larco Hoyle (1901–1966) war der erste, der die Cupisnique-Kultur von der Chavin-Kultur unterschied, die bisher als Gründer der präkolumbischen Kulturen vermutet wurde.

## Kult
2008 wurde ein Tempel der Cupisnique im Lambayeque-Tal entdeckt, mit Abbildungen eines Spinnengottes im Zusammenhang mit Regenfall, Jagd und Krieg. Das Bild des Gottes zeigt eine Spinne mit dem Mund einer großen Katze und dem Schnabel eines Vogels.

## Charakteristischer Stil
Cupisnique-Keramik ist fast immer dunkel und monochrom, schwarz, braun oder dunkelrot. Diese Farbtöne werden durch einen speziellen Backprozess (Redoxreaktion) erzeugt. Ihr „schein-massiver“ Aspekt und die sorgfältig polierte Oberfläche vermitteln den Anschein von Stein, von Basalt oder Obsidian, dekoriert mit hervorgehobenen, eingeschnittenen oder eingravierten Motiven. 